# Amalie Mánesová

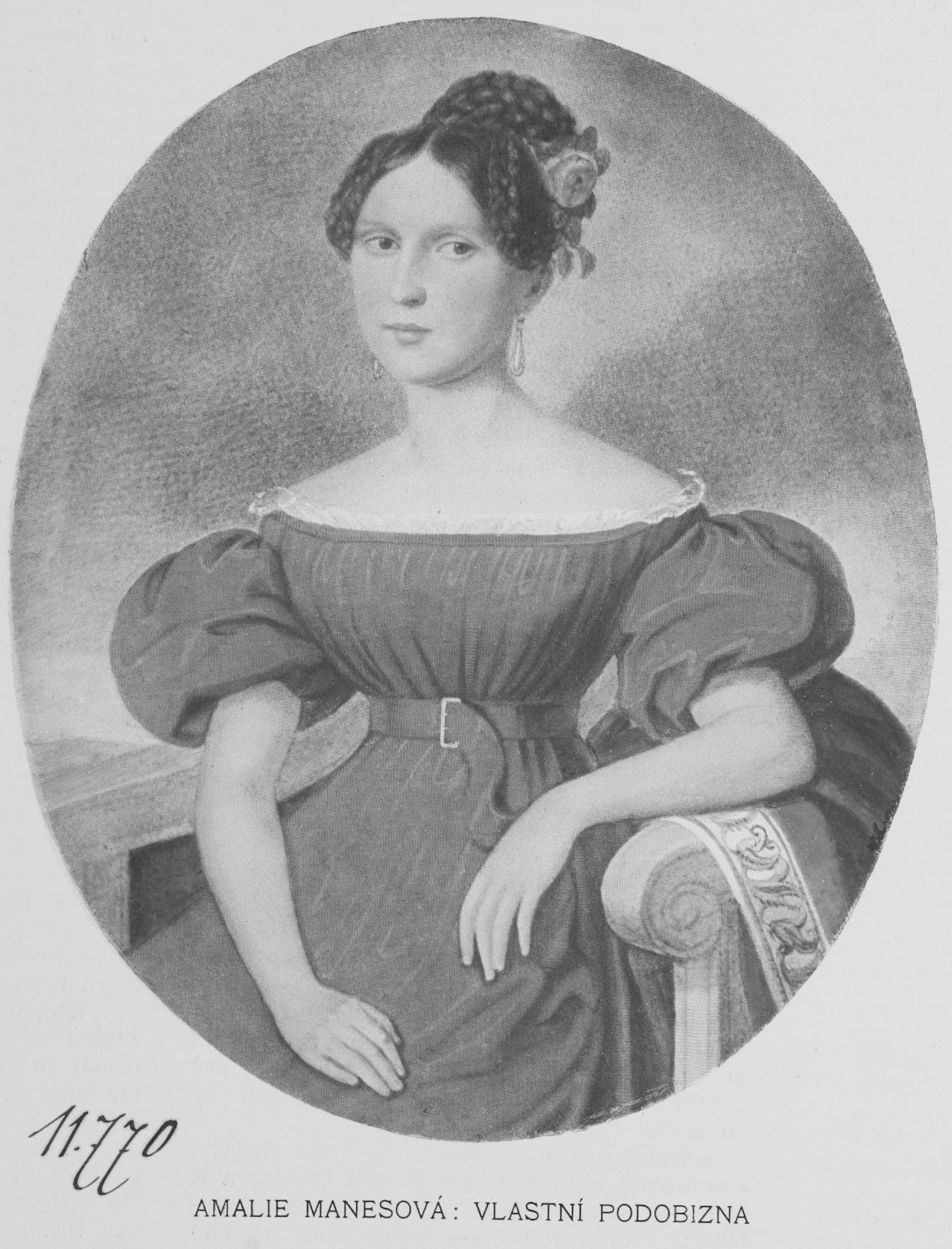
Selbstporträt, 1837

Amalie Mánesová (* 21. Januar 1817 in Prag; † 4. Juli 1883 ebenda) war eine böhmische Landschaftsmalerin und Zeichenlehrerin.

## Leben
Amalie Mánesová wurde in eine Künstlerfamilie geboren; ihr Vater Antonín Mánes sorgte für ihre künstlerische Ausbildung; auch ihre Brüder Josef und Quido sowie der Onkel Václav waren Maler. Obwohl sie sich auf das Porträtfach spezialisieren wollte, befand ihr Vater dies als für eine Frau nicht angebracht und bestand darauf, dass sie sich auf Landschaftsmalerei konzentrierte. Die Landschaftsmotive führte sie auf Reisen, 1840 malte sie mit ihrem Bruder Josef im Riesengebirge, ein Jahr später reiste sie mit ihm nach Dresden, besuchte Wien und mehrmals die österreichischen Alpen. Daneben malte sie Obst- und Blumenstillleben, in Öl und Aquarell. Sie gilt als begabt, hat jedoch das malerische Vermächtnis ihres Vaters nicht so selbständig entfalten können wie ihre Brüder, da sie diese materiell unterstützen musste.
Nachdem ihr Vater 1843 gestorben war, war die Familie gezwungen, von einer Dienstwohnung im Sternberg-Palais in Hradschin in eine viel kleinere Wohnung in der Spálená-Straße umzuziehen. Amalie übernahm die Haushaltsführung für ihre erkrankte Mutter und ihre Geschwister. Ab dieser Zeit vernachlässigte sie ihr Schaffenswerk und lehnte auch einen Heiratsantrag des Bildhauers Václav Levý ab. Sie führte die Malkurse des Vaters für hauptsächlich wohlhabende Aristokraten weiter. Mit dem damit verdienten Geld unterstützte sie ihre Brüder bei der Etablierung deren Karrieren. Ende der 1850er Jahre wohnte und malte sie mit beiden bei der Familie Aehrenthal auf Schloss Hrubá Skála, wo sie der Gräfin Zeichenunterricht gab.
Als ihr Bruder Josef mit dem Dienstmädchen, das er auch heiraten wollte, ein Kind erwartete, unterband Amalie die Beziehung; der Konflikt wurde in dem tschechischen Film "Palette der Liebe" (1976) nach einem Buch von František Kožík verarbeitet. Als Josef 1866 erkrankte, holte Amalie ihn aus Rom nach Prag zurück, wo sie bis zu seinem Tod 1871 für ihn sorgte; anschließend versorgte sie ihren Bruder Quido bis zu dessen Tod 1880.
Zu ihren bekanntesten Werken gehört Blick auf Hrubá Skála, heute in der Prager Nationalgalerie. 1853 eröffnete sie in der Spálená-Straße 75 eine private Malschule für Damen und Mädchen aus adeligen und bürgerlichen Familien, in der sich u. a. die Malerinnen Marie Livancová, Marie Riegerová und Zdenka Braunerová ausbilden ließen.
1883 starb sie am plötzlichen Herztod. Viele ihrer Werke sind in Privatbesitz von Nachfahren ihrer Schülerinnen; einige Bilder befinden sich in der Nationalgalerie Prag.

## Werke (Auswahl)

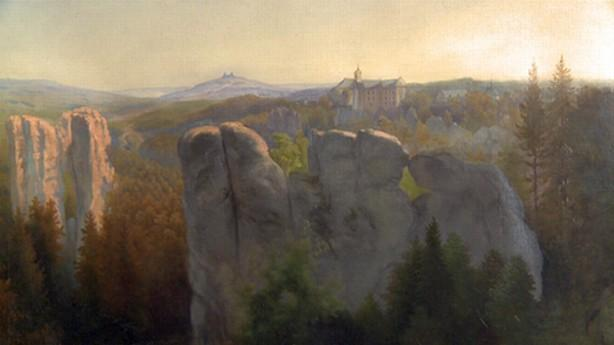
Blick auf Hrubá Skála

- Blick auf Hrubá Skála (Nationalgalerie Prag)
- Unter der Hütte
- Schloss Vrbicany
- Straße zum Dorf
- Dorf am Waldrand
- Studie alter Bäume mit einer Figur
- Haus umgeben von Bäumen
- Landschaft mit einer Figur
- Häuschen unter einem Baum
- Landschaft mit Fluss

## Weblink
- http://www.artnet.de/k%C3%BCnstler/amalie-manesova/